# 유해란
유해란(2001년 3월 23일~)은 대한민국의 골프 선수이다.